# Juliana de Nicomèdia
|  | Per a altres significats, vegeu «Santa Juliana». |

Juliana de Nicomèdia (Nicomèdia, Bitínia, ca. 285 - ca. 305) va ser una dona cristiana, morta màrtir sota l'emperador Maximià. És venerada com a santa per tota la cristiandat.

## Biografia
La seva vida es confon amb la llegenda. Segons la tradició, va néixer cap a l'any 285 a Nicomèdia (Bitínia, actual Izmit, Turquia), en una família pagana. La ciutat era, a l'orient de l'Imperi, una capital important, residència de Dioclecià i origen de les persecucions als cristians iniciades per aquest emperador. De jove, va conèixer el cristianisme i es va fer cristiana. Estava promesa en matrimoni amb prefecte de la ciutat, però ella va posar com a condició per al matrimoni que el prefecte es convertís a la fe cristiana.
El mateix promès la va denunciar i la va conduir a judici; malgrat les amenaces i tortures, no va abjurar i va morir decapitada cap a l'any 305.

### Llegenda
Les llegendes posteriors ornamenten la història amb detalls sobre les tortures i el judici. Narren com el diable, mentre ella era empresonada, se li apareixia sota la forma d'un àngel de llum per convèncer-la que el millor que podia fer era abjurar de la fe cristiana. Malgrat tot, Juliana s'hi resistia i va debatre amb ell, fent-lo fracassar. Aquest episodi es representa a la iconografia medieval amb la santa que porta lligat o encadenat un dimoni al que ha vençut.

## Veneració
La seva despulla la va recollir una matrona romana anomenada Sofrònia que la va portar cap a Roma. La nau que la portava es va aturar a Pozzuoli (Campània), l'antiga Cumes, i les restes s'hi van quedar, i eren venerades a la catedral. Aviat el seu culte es va difondre per la regió, i es va convertir en una santa popular i model de jove verge. Apareix pintada a les catacumbes de Sant Genar de Nàpols, ja al segle v. De fet, és l'origen de Santa Juliana de Cumes, que es venerava com a una santa diferent, tot i que sembla un desdoblament de la figura original.
Quan els llombards van destruir Cumes, es van traslladar les seves restes al monestir femení de Santa Maria Donnaromita de Nàpols, un monestir basilià i després benedictí. Des d'allí, el culte es va estendre per tot Europa. En 1207 es van traslladar les seves restes a la basílica napolitana de Santa Chiara, de clarisses, i avui són a la cripta del monestir benedictí de Montevergine.

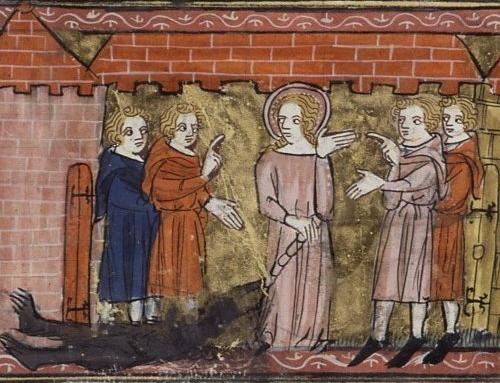
Juliana dominant el diable, miniatura del s. XIV
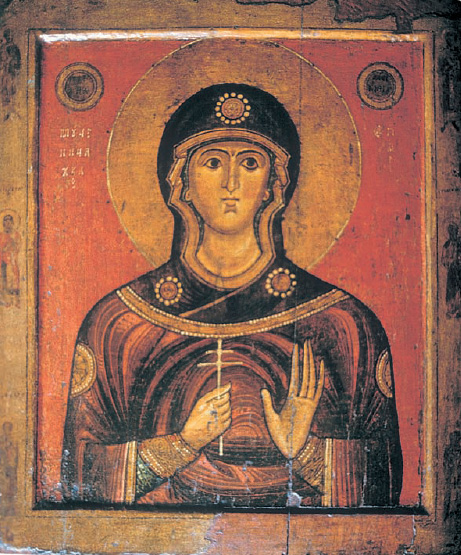
Icona russa, segle xiii (Novgorod, monestir de Zverin)
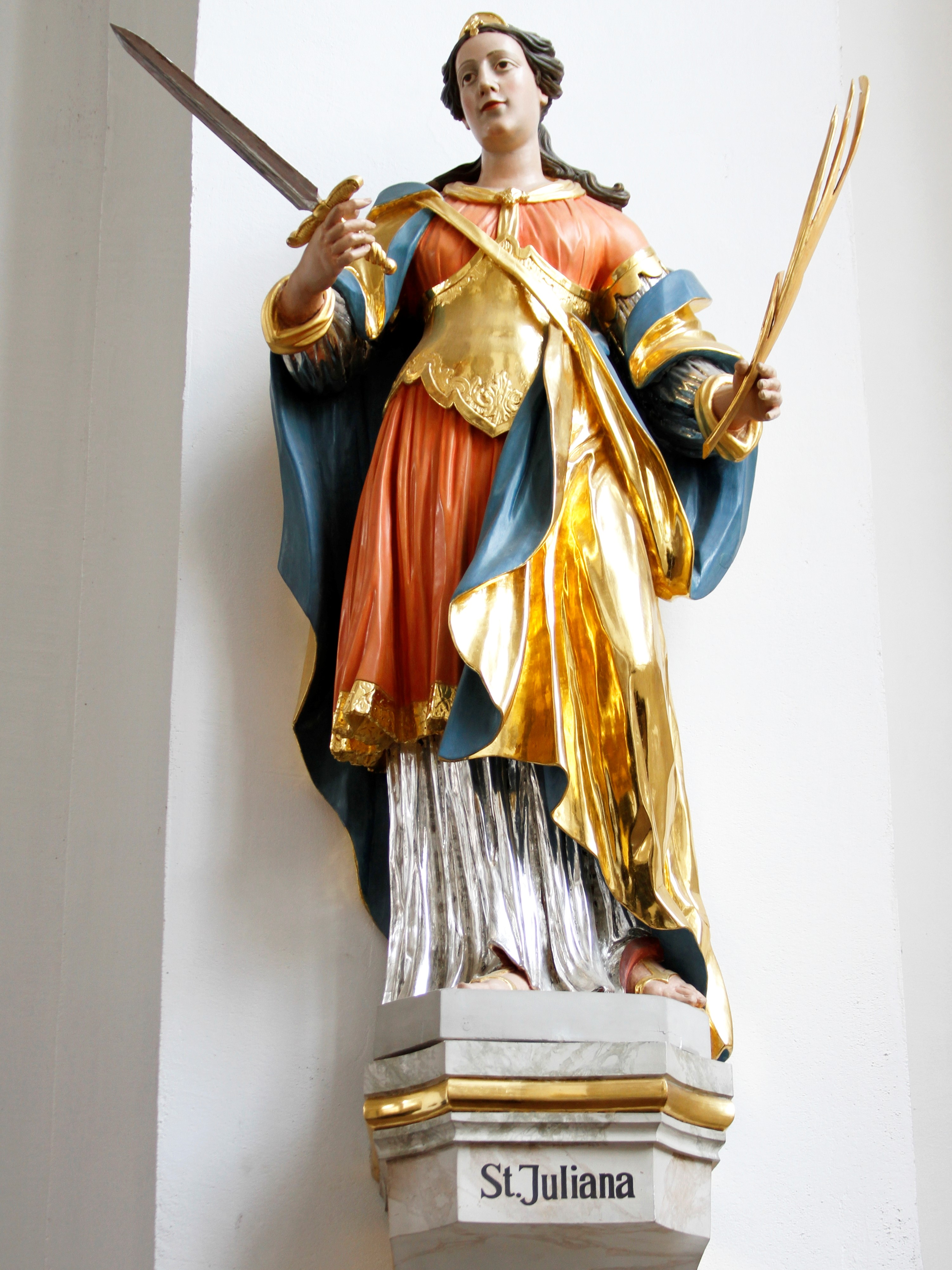
Talla de 1770 a Heidelberger Alstadt (Alemanya)

Part de les relíquies van arribar, cap al segle ix o potser al segle x, al poble càntabre de Prades, on es va erigir una col·legiata, de Santa Juliana o Santa Illana, que va acabar donant un nou nom a la vila: Santillana del Mar. D'aquestes restes, un crani i part del cos, conservades en una arqueta al retaule de la Col·legiata de Santa Juliana, no se sap d'on procedeixen: es diu que hi arribarien des de Cumes, però podrien venir d'algun altre lloc d'Espanya des d'on es portarien per protegir-les de la invasió musulmana.
També n'hi ha relíquies a Perusa i Verona i a Notre-Dame-du-Sablon de Brussel·les.

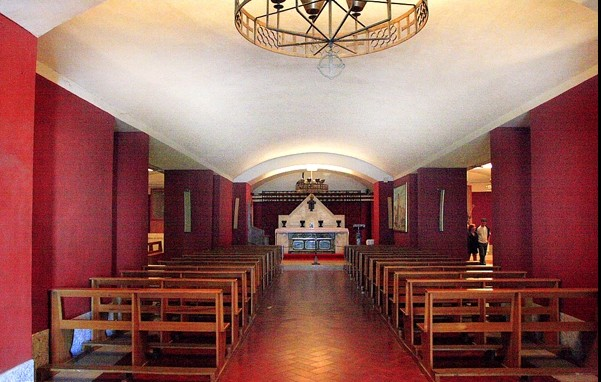
Cripta de Montevergine, actual enterrament de la santa
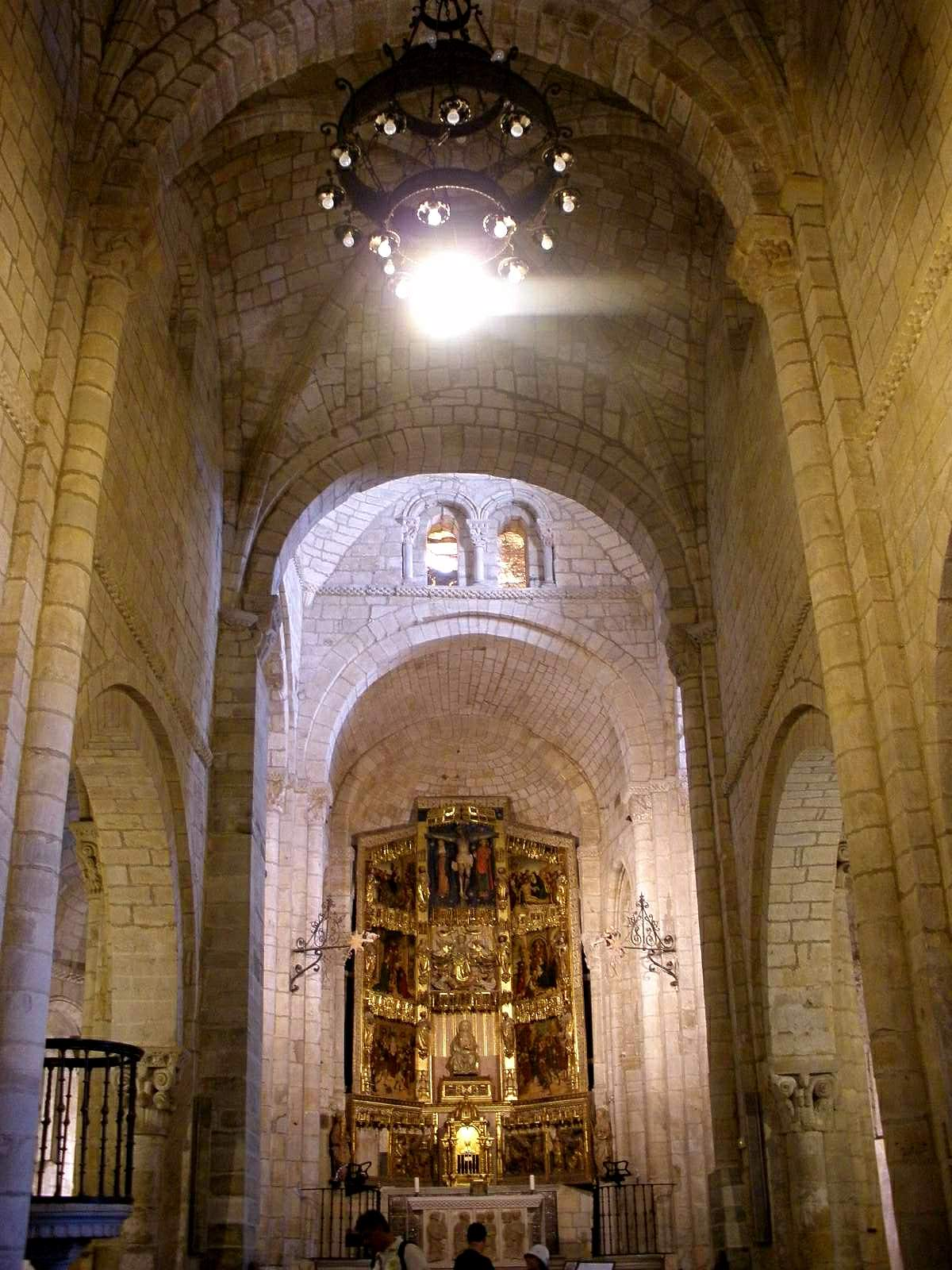
Col·legiata de Santillana, amb l'arqueta de les relíquies al retaule major
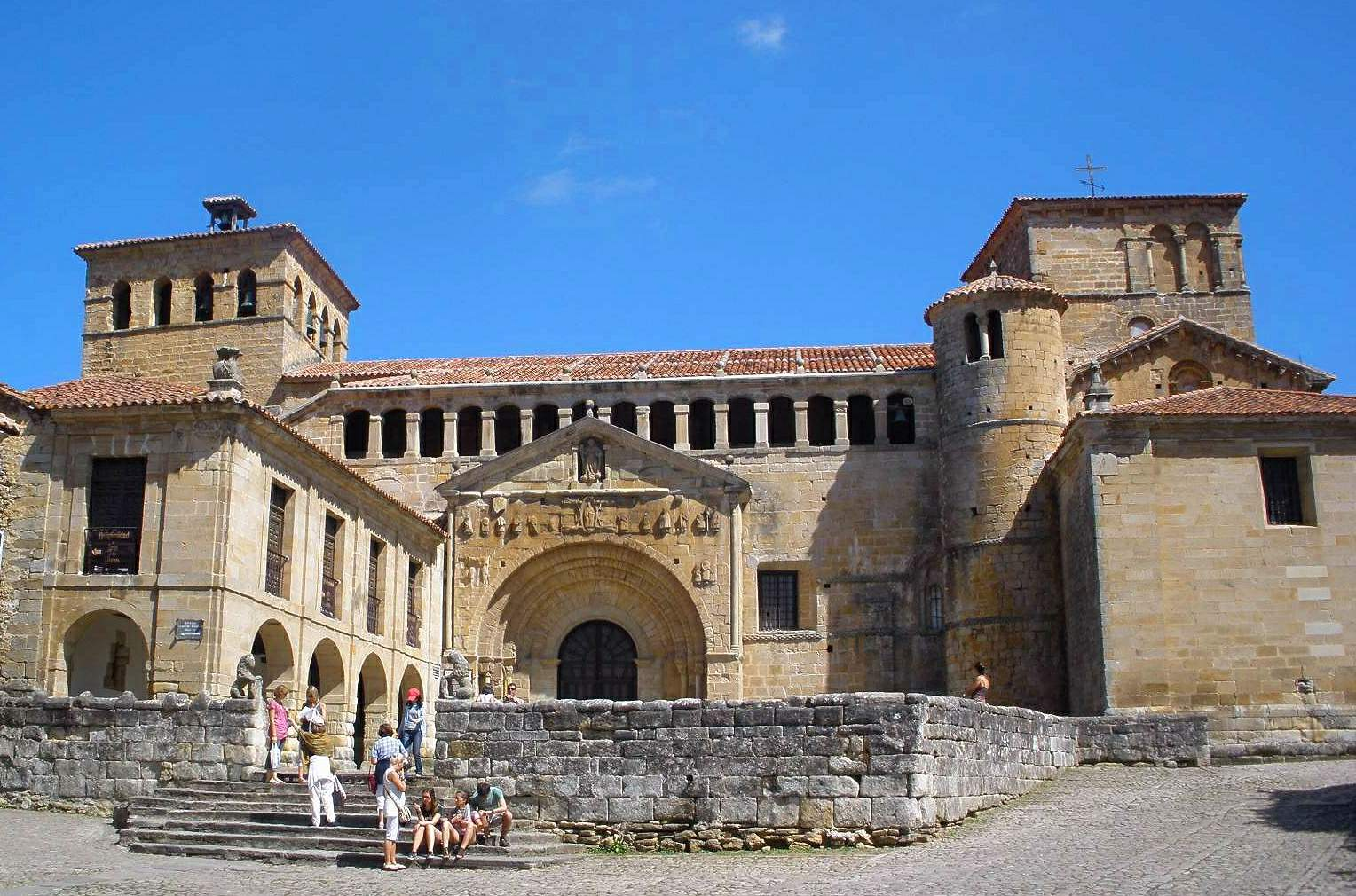
Col·legiata de Santillana
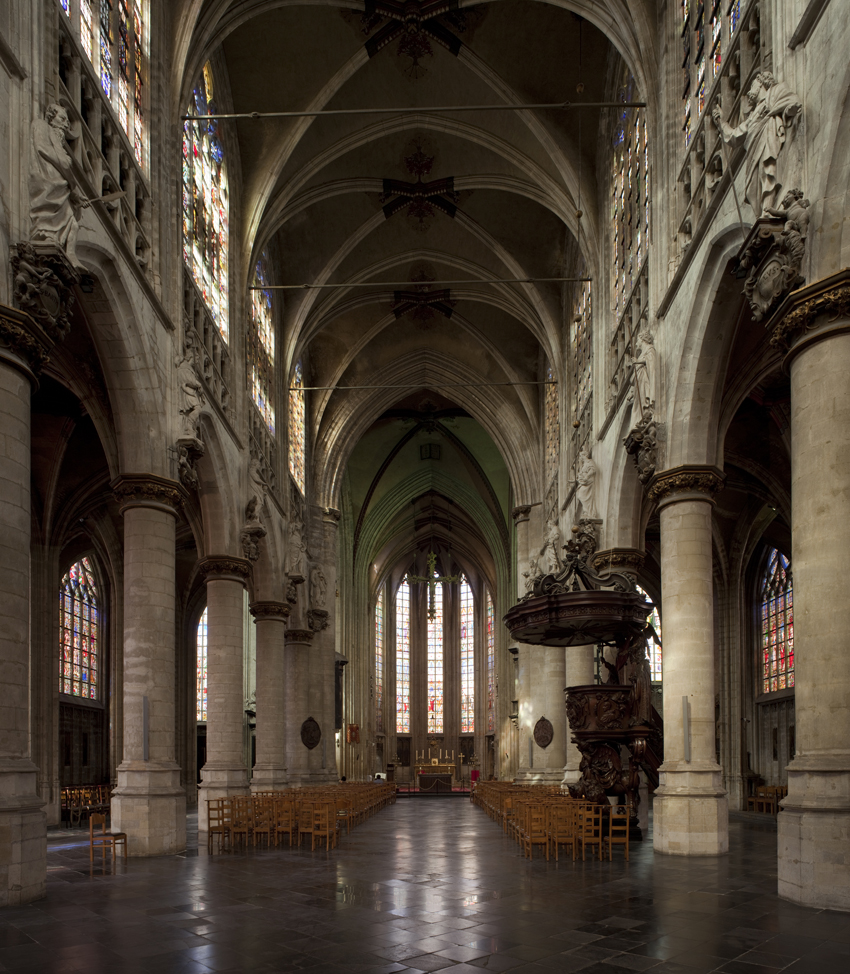
Notre-Dame-du-Sablon (Brussel·les), amb relíquies de la santa